# Koning Boudewijntoren
De Koning Boudewijntoren of Boudewijntoren is een 50 meter hoge uitkijktoren, gelegen op het Belgische deel van de Vaalserberg in de nabijheid van het Drielandenpunt. De toren is bedoeld voor toeristen.
Bij de Vaalserberg staat iets naar het noorden ook de Wilhelminatoren en ligt het Labyrint Drielandenpunt. Ongeveer 50 meter verderop gaat de Gemmenicherspoortunnel door de Vaalserberg.

## Geschiedenis
In 1970 werd de 33 meter hoge Boudewijntoren gebouwd op Belgisch grondgebied nabij het Drielandenpunt. Hij werd geconstrueerd uit twee voormalige Franse radarstations. In 1993 werd dit bouwwerk afgebroken en er kwam een nieuwe toren met een hoogte van 50 meter met zowel een metalen trap buitenom als met een lift.

## Fotogalerij

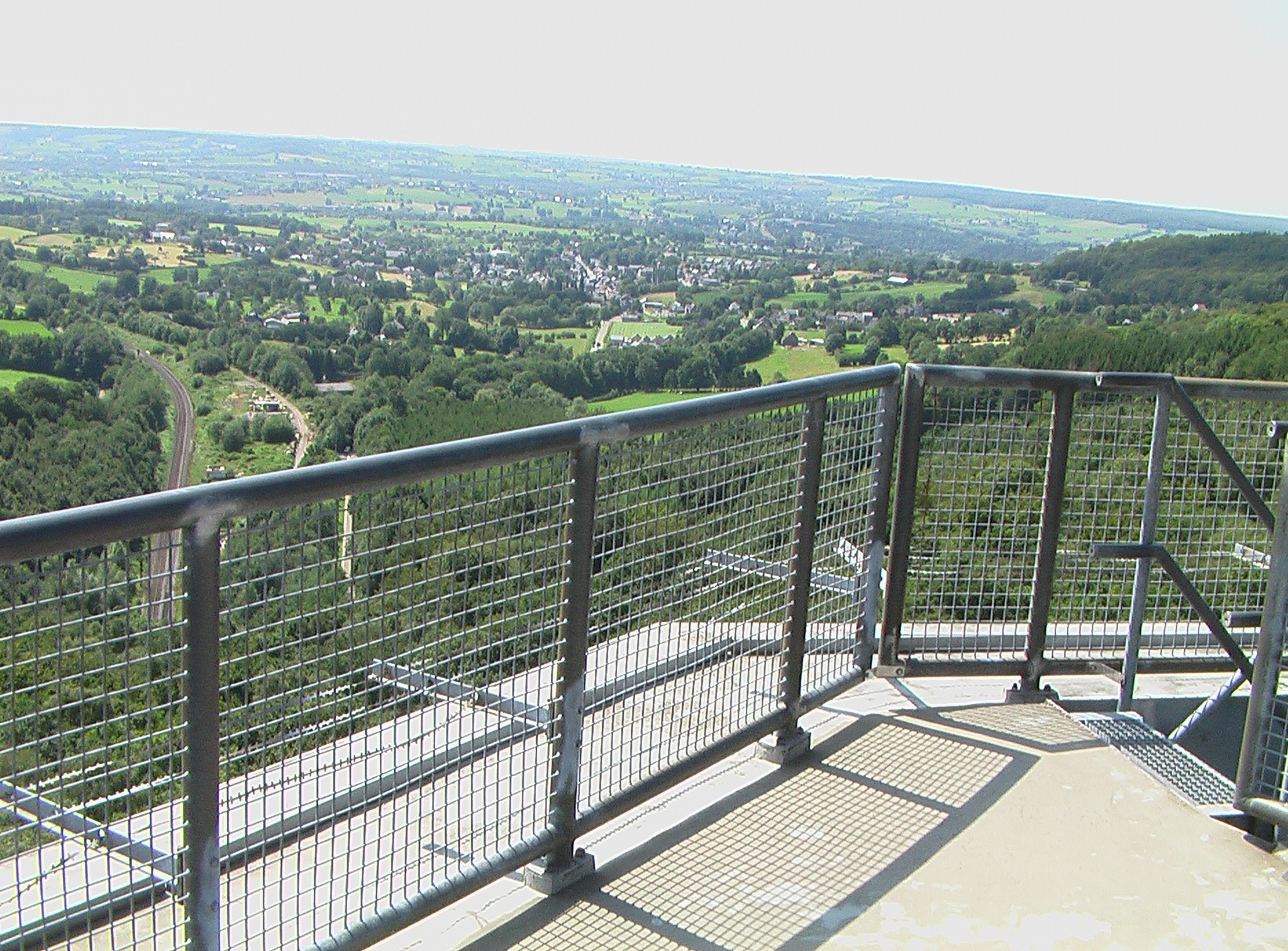
Uitzicht vanaf de Boudewijntoren.
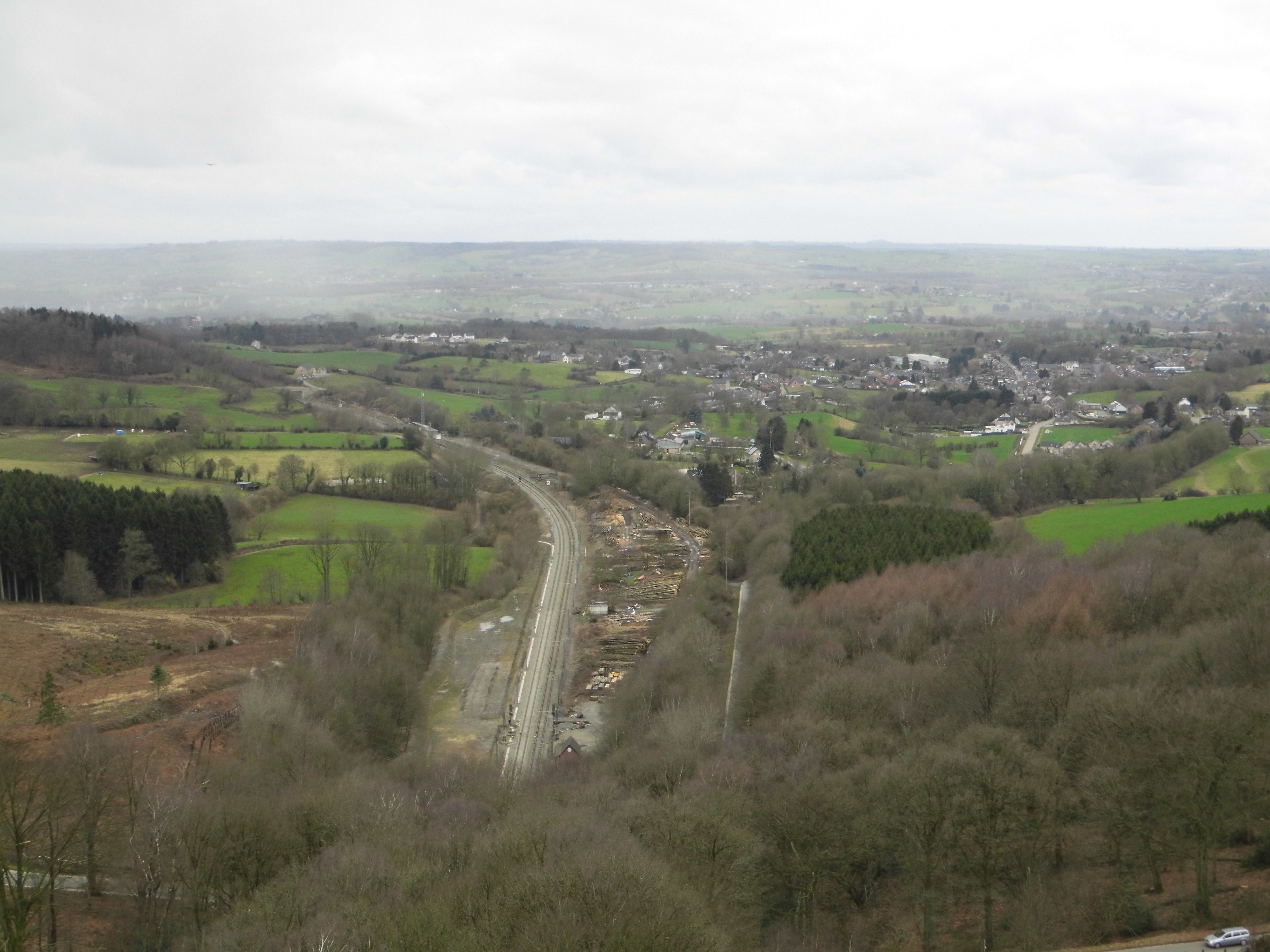
Uitzicht vanaf de Koning Boudewijntoren op België.